# Bredene Sport
Bredene Sport was een Belgische voetbalclub uit Bredene. De club was aangesloten bij de KBVB met stamnummer 9564 en had zwart en wit als kleuren. De club speelde in de provinciale reeksen in West-Vlaanderen.

## Geschiedenis
In Bredene speelde al decennialang KSV Bredene. In 2011 wilden drie spelers de club uit de nood helpen, maar zij kregen geen gehoor en richtten een nieuwe club op. De club sloot zich aan bij de KBVB, kreeg begin april 2011 een stamnummer toegekend en kreeg de toelating van het schepencollege van de gemeente om te trainen en wedstrijden te spelen in sportcentrum Ter Polder. De club gaat vanaf 2011/12 van start in 4e provinciale, de laagste afdeling. De eerste hoofdtrainer en sportief coördinator is de Belgisch-Kroatische ex-voetballer Jerko Tipurić. De jonge club trok voetballer Zbigniew Świętek aan, die jarenlang actief was bij verschillende clubs in de provincie.
De eerste wedstrijd van Bredene Sport werd gespeeld op 22 juli 2011 op de White Star Cup in en tegen WS Oudenburg, een West-Vlaamse tweedeprovincialer. Bredene verloor zijn eerste wedstrijd met 5-2. Het eerste doelpunt van de club werd gescoord door Dieter Clinck, het tweede door Zbigniew Świętek. Twee dagen later, op 24 juli, behaalde Bredene Sport met een 3-2-zege tegen WS Wommersom, een Brabantse tweedeprovincialer, zijn eerst overwinning.
Bredene Sport eindigde zijn debuutseizoen als tweede en promoveerde meteen naar Derde Klasse. Na dat seizoen werd de club echter opgedoekt en smolt weer samen met KSV Bredene tot een enkele club in Bredene.

## Bekende spelers
- Zbigniew Świętek